# Castle Crags
Die Castle Crags (englisch für Burgklippen) sind eine Gruppe markanter und zerklüfteter Berggipfel in der antarktischen Ross Dependency. Sie ragen 6 km nördlich des Hunt Mountain aus einem Bergkamm auf, der sich ausgehend von der Holyoake Range in den Churchill Mountains nach Norden erstreckt.
Teilnehmer einer von 1964 bis 1965 dauernden Kampagne im Rahmen der New Zealand Geological Survey Antarctic Expedition gaben der Gruppe ihren deskriptiven Namen.